# Bernhard-Christoph-Faust-Medaille

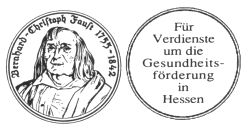
Avers und Revers der Medaille

Die Bernhard-Christoph-Faust-Medaille ist eine Auszeichnung des Bundeslandes Hessen, welche in 2. Fassung am 22. Dezember 1993 vom damaligen Ministerpräsidenten Hans Eichel gestiftet wurde. Die Medaille wird dabei als Anerkennung hervorragender Verdienste um die Gesundheitsförderung der hessischen Bevölkerung sowie im verpflichtenden Gedanken an den Begründer der Gesundheitsförderung Bernhard Christoph Faust verliehen.

## Verleihungsberechtigter Personenkreis
Die Medaille kann als Auszeichnung nur an diejenigen Personen verliehen werden, die in der praktischen Gesundheitsführung oder durch vorbildlichen Einsatz im Dienst ihre berufliche Pflichten weit hinaus erfüllt haben oder nebenberuflich und langjährig in der Gesundheitsförderung aktiv beteiligt sind, sowie dabei die Gesundheit des einzelnen und der Allgemeinheit gemäß den Richtlinien der Weltgesundheitsorganisation (WHO) nachhaltig gefördert haben. Die Medaille wird vom Hessischen Minister oder Ministerin für Jugend, Familie und Gesundheit nebst Urkunde verliehen. Die Medaille geht dabei in das Eigentum des Beliehenen über. Eine Rückgabepflicht seiner Hinterbliebenen besteht nicht.

## Aussehen
Die Medaille aus Silber hat einen Durchmesser von 40 mm und zeigt auf ihrem Avers das frontal blickende Bildnis von Bernhard Christoph Faust sowie die Umschrift Bernhard-Christoph Faust 1755-1842. Das Revers zeigt hingegen die siebenzeilige Inschrift Für / Verdienste / um die / Gesundheits- / förderung / in / Hessen.

## 1. Fassung
Zu den Empfängern einer 1. Fassung der Medaille gehörte etwa 1976 der Lehrer, Arzt, Psychologe und Erziehungswissenschaftler Rudolf Wegmann (* 1905 in München).